# Achille Castiglioni

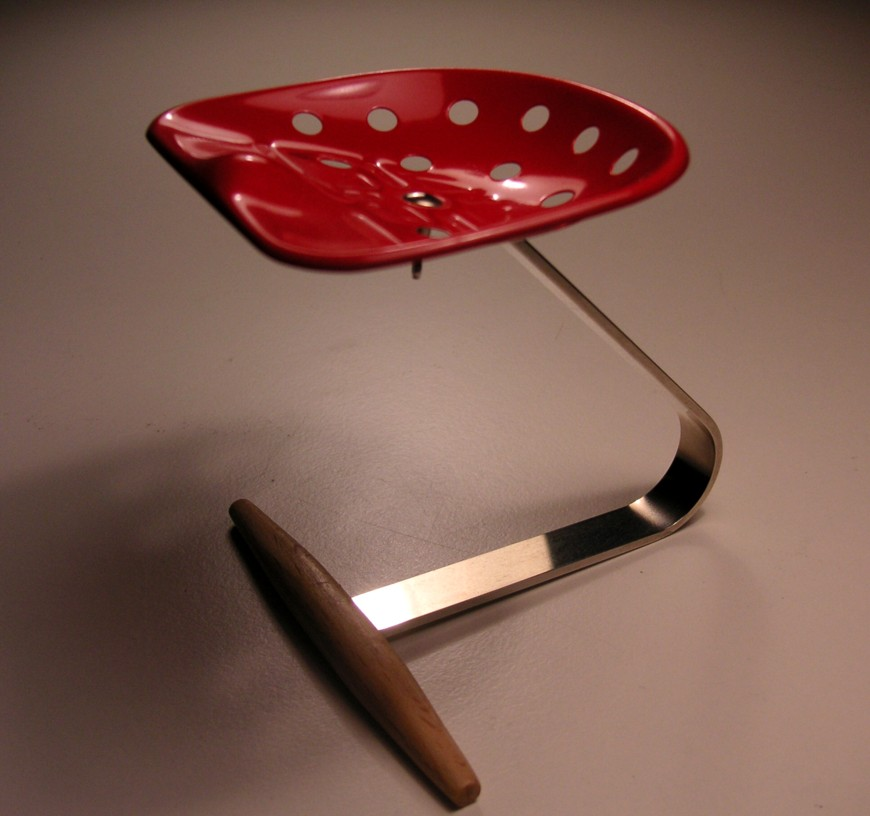
Maqueta de una silla diseñada por Achille Castiglioni en 1957.

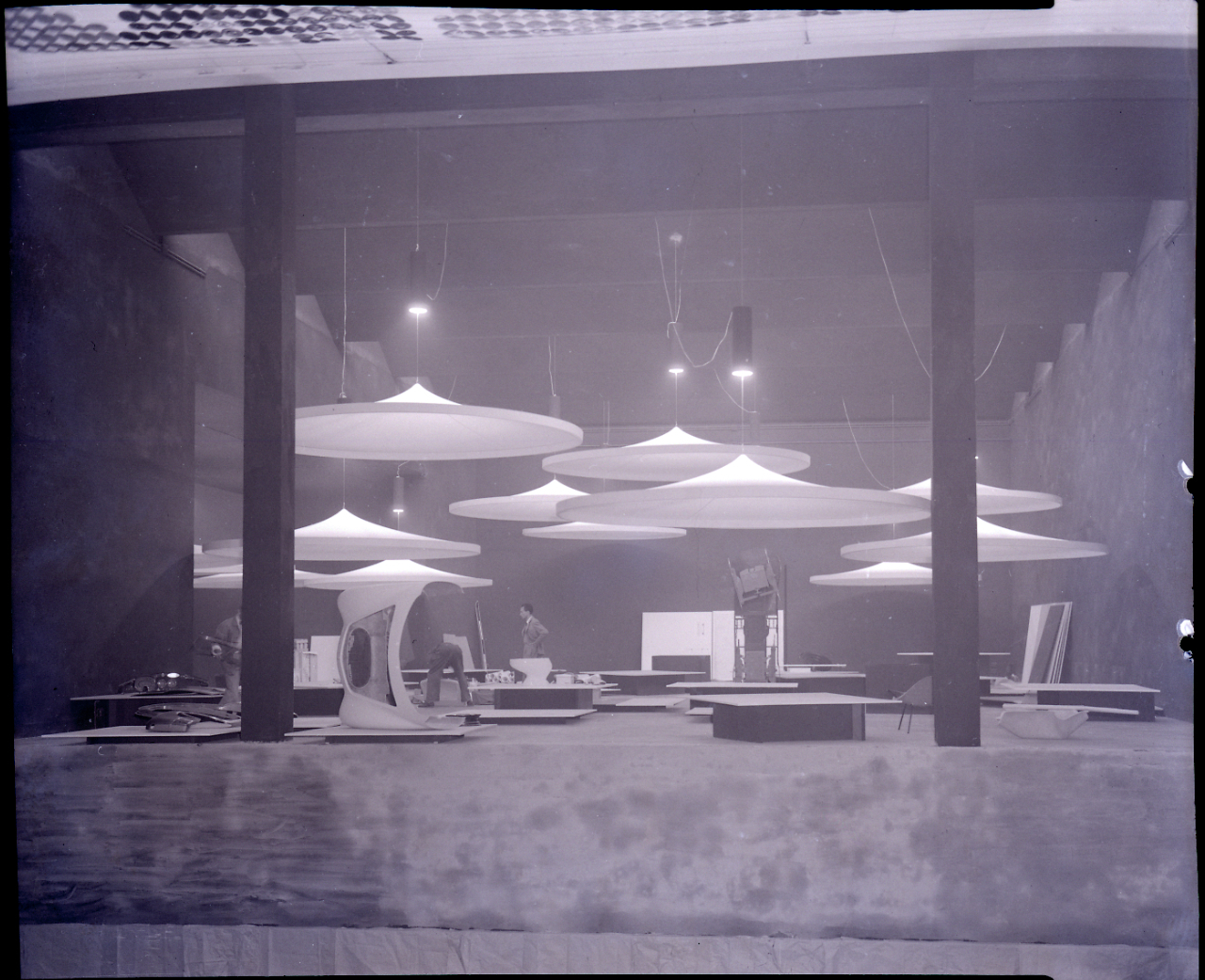
10° Triennale de Milán. Industrial Design pabellón diseñado por Achille y Pier Giacomo Castiglioni. Paolo Monti fotógrafo, 1954.

Achille Castiglioni (Milán, 16 de febrero de 1918 - Milán, 2 de diciembre de 2002), fue un diseñador industrial y arquitecto italiano. Castiglioni está considerado como uno de los padres del diseño de italiano.

## Biografía
Nació en Milán, en donde cursó sus estudios de arquitectura hasta 1944. Tras finalizar la carrera comenzó a trabajar en el estudio de Livio y Pier Giacomo Castiglioni.
Fue profesor en la Politécnica de Turín y la Politécnica de Arquitectura y Diseño Industrial de Milán, en donde dirigió la tesis de la diseñadora asturiana Patricia Urquiola.
Una de sus creaciones más usadas es el pequeño interruptor plano típico de la lámpara de la mesita de noche.
Con su padre Giannino Castiglioni diseñé la Iglesia de San Michele en Lierna en el Lago de Como.

## Diseños
Muchos productos han sido fabricados como prototipos, antes de que un cliente específico de las empresas haya sido expuesto en exposiciones y eventos, antes de ser adquirido culturalmente.
Achille Castiglioni, continuó produciendo productos después de la desaparición de su hermano Pier (1968) Giacomo y Livio (1979). Achille Castiglioni ha producido 290 proyectos de producción industrial, 480 producciones, 191 proyectos arquitectónicos.
- Silla Lierna (1959)
- Interruttore Rompi-Tratta
- Lámpara Luminator (1955)
- Silla Allunaggio (prototipo de 1966, Tres años antes del aterrizaje de la luna)
- Radiofonografo RR126 Brionvega con Pier Giacomo Castiglioni (1967)
- Lámpara Snoopy junto con Pier Giacomo Castiglioni (1967)
- Aspiradora Spalter (1956)
- Asiento Vella
- Lámpara Arco [2]
- Lámpara Tubino

10° Triennale de Milán. Industrial Design pabellón diseñado por Achille y Pier Giacomo Castiglioni. Paolo Monti fotógrafo, 1954.
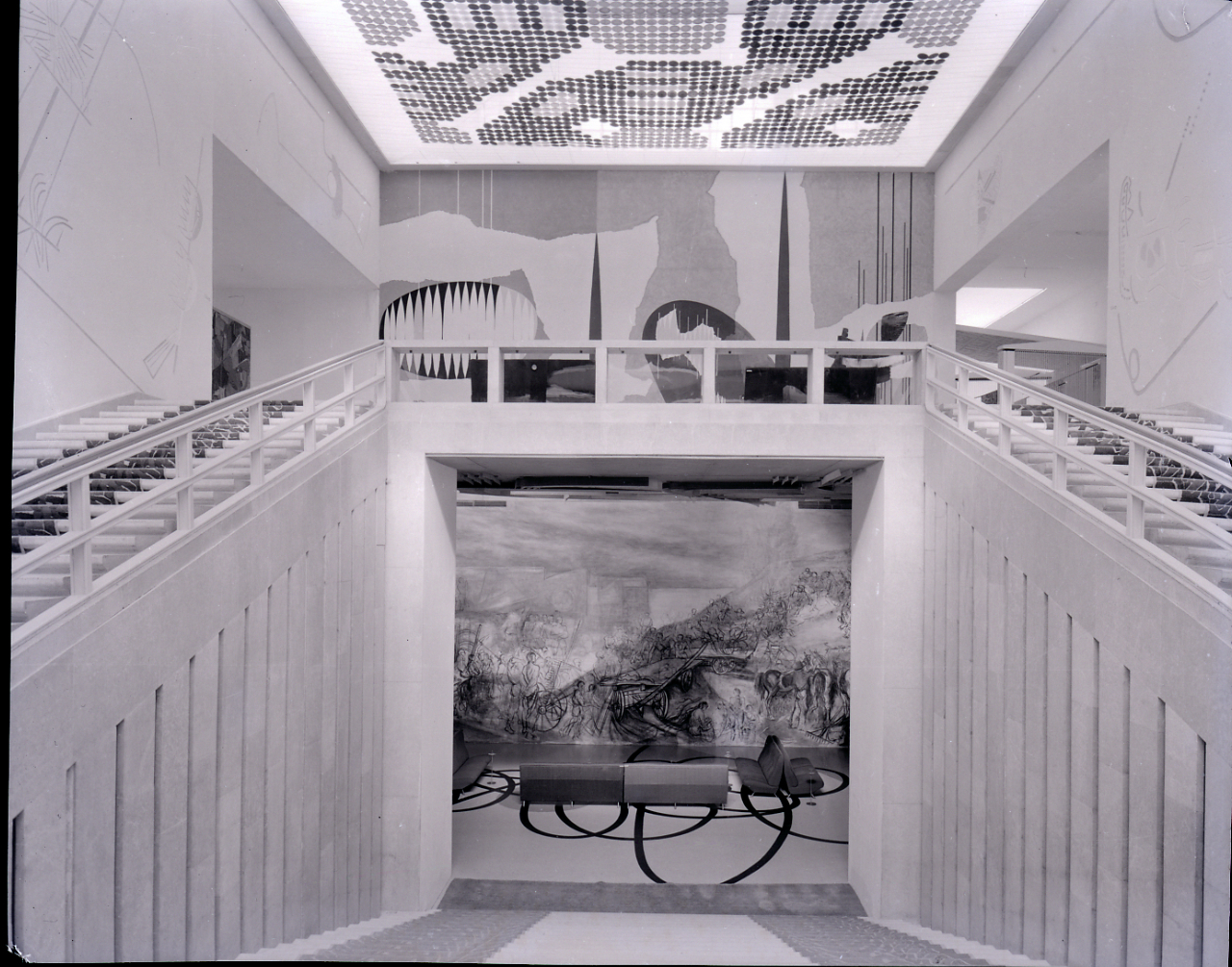
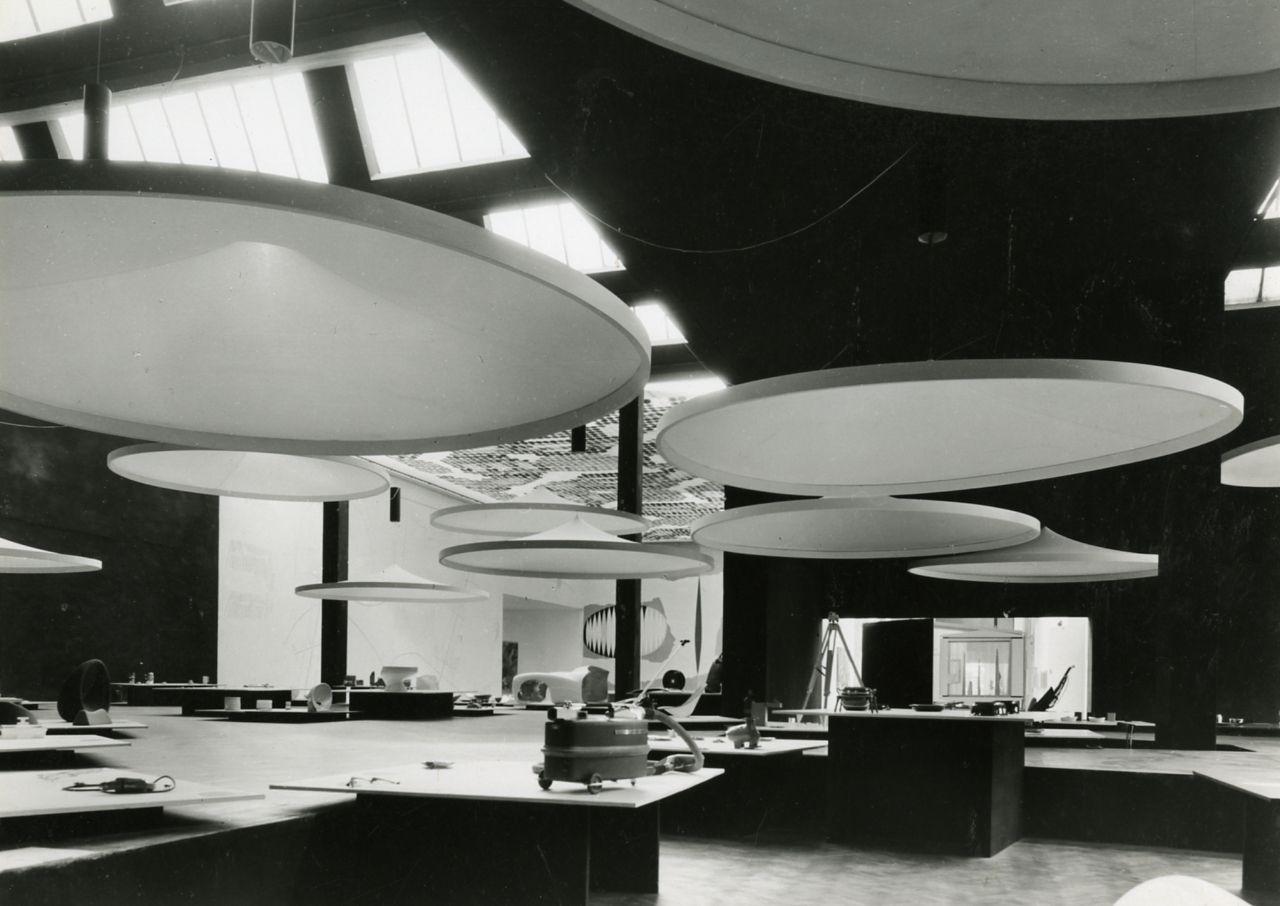
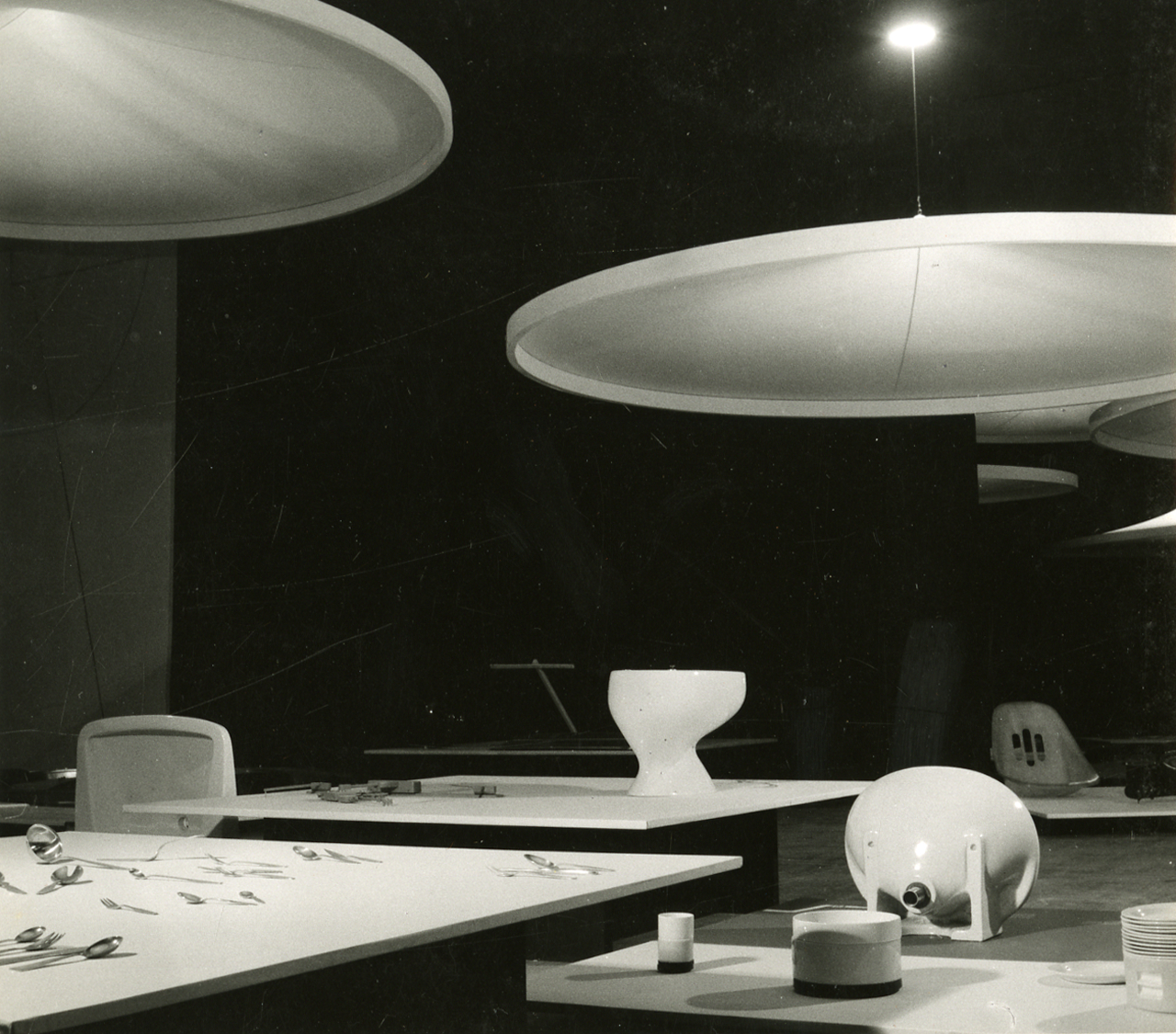
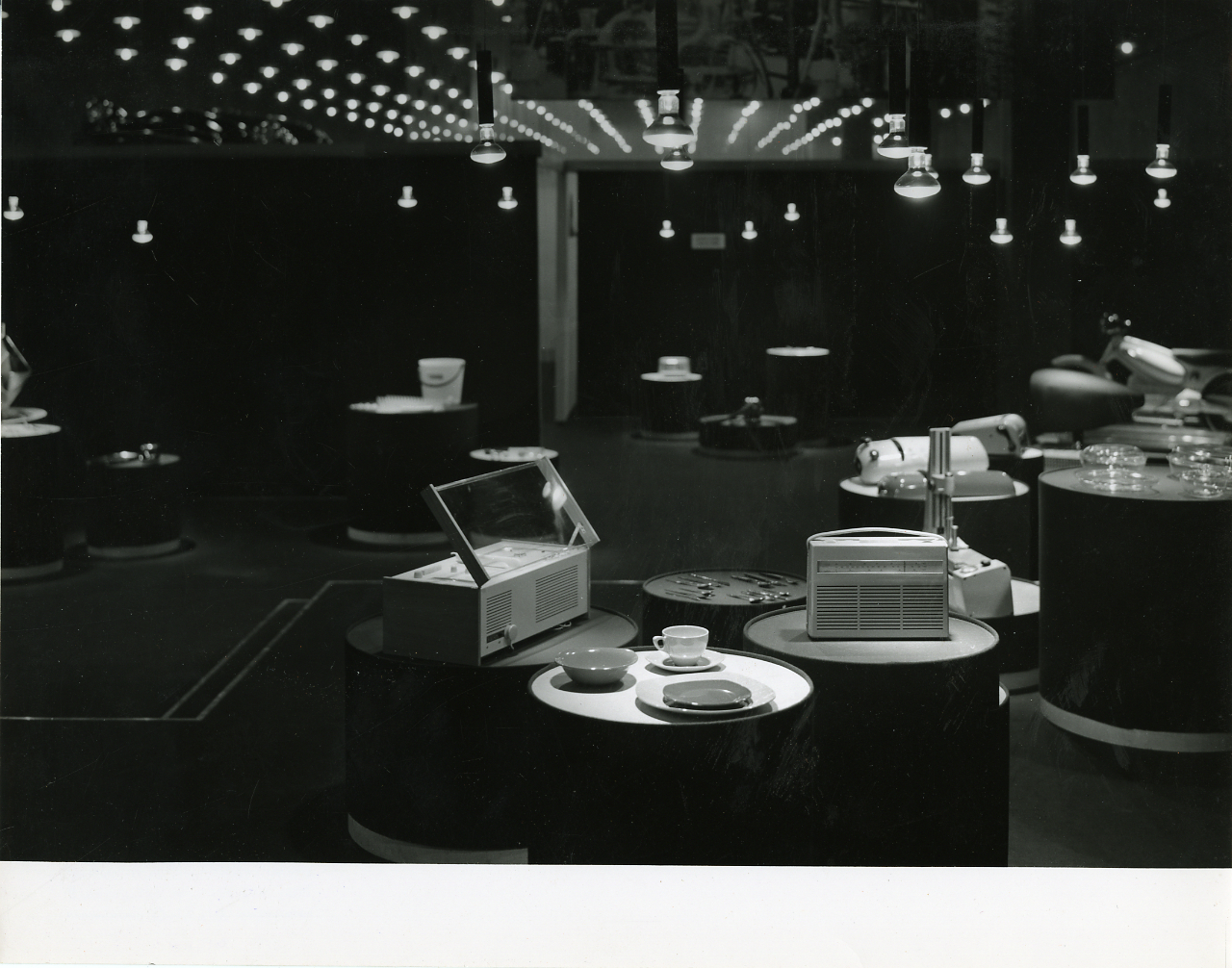
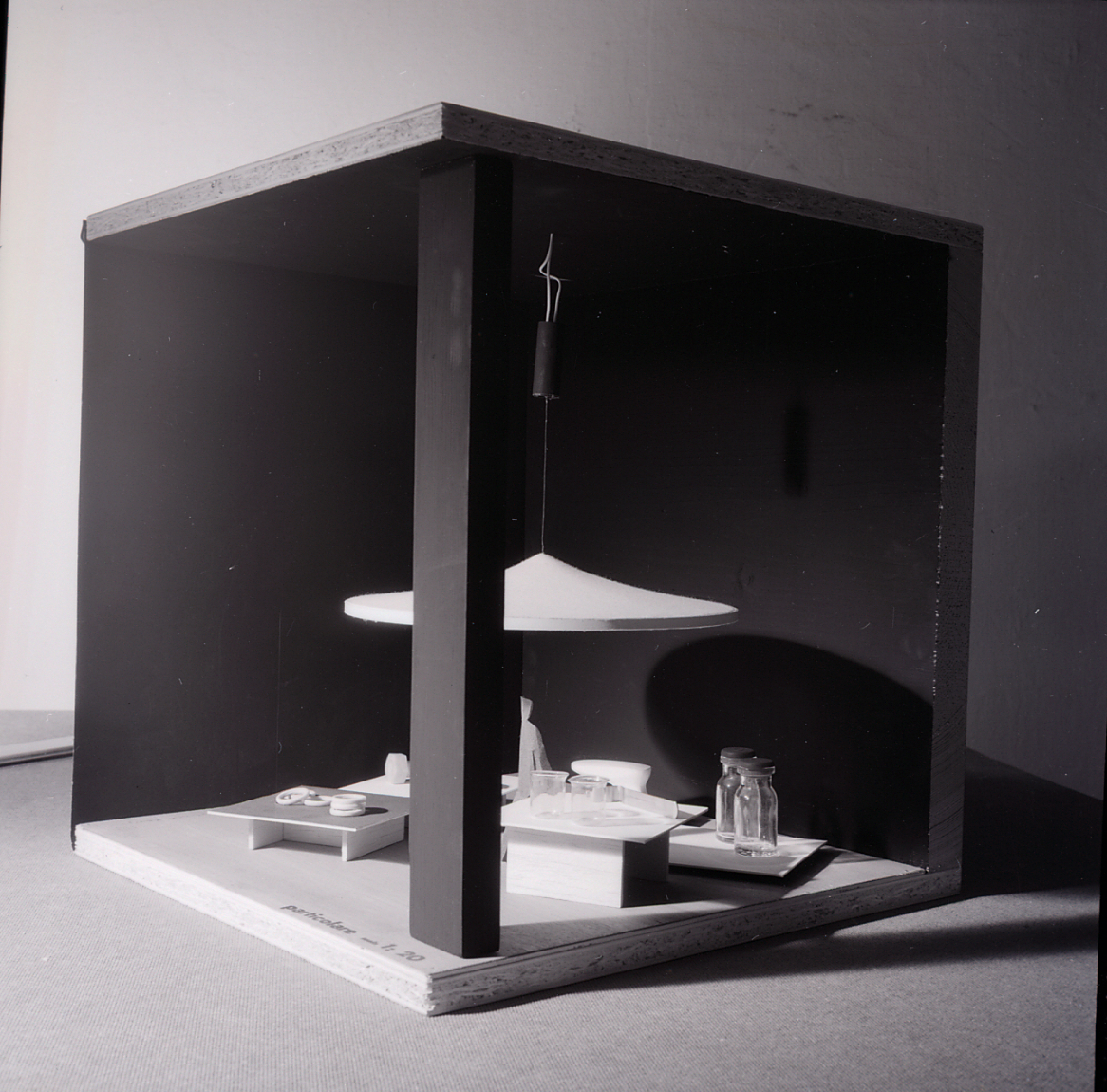

## Diseño Gráfico y Mobiliario
A lo largo de su carrera, Achille Castiglioni trabajó en numerosos proyectos de diseño gráfico y mobiliario, siempre fieles a su visión personal:
"Un buen diseño debe responder a las necesidades del usuario y estar concebido para durar" - Achille Castiglioni, visto en El Mundo Gráfico de Achille Castiglioni
Entre sus diseños más emblemáticos se encuentran la lámpara Snoopy (1967) y la lámpara Arco (1962), ambas creadas en colaboración con su hermano Pier Giacomo Castiglioni. 
La lámpara Snoopy presenta formas orgánicas y desenfadadas inspiradas en el personaje de cómic Snoopy, mientras que la lámpara Arco se inspiró en las farolas de las calles italianas para ofrecer una fuente de iluminación suspendida sin necesidad de colgarla del techo. 
Achille Castiglioni es considerado uno de los fundadores del diseño en Italia y una de las figuras clave del siglo XX, gracias a sus originales y modernos diseños.

## Premios
- Premio Compasso d'Oro en nueve ocasiones.
- Primavera del Disseny de Barcelona en 1993.
- Numerosos grados "honoris causa"

## Exposiciones
- Colori e forme nella casa di oggi, Como, 1957 con Pier Giacomo Castiglioni
- La Casa abitata, Firenze, 1957 con Pier Giacomo Castiglioni

## Enlaces
- Giannino Castiglioni
- Lierna
- Pier Giacomo Castiglioni
- Livio Castiglioni